# Duilius balachowskyi
Duilius balachowskyi är en insektsart som först beskrevs av De Bergevin 1933.  Duilius balachowskyi ingår i släktet Duilius och familjen kilstritar. Inga underarter finns listade i Catalogue of Life.